# 水村泰三
水村 泰三（みずむら たいぞう、1935年8月22日 - ）は、日本の俳優。
東京都出身。早稲田大学卒。東京演劇アンサンブルに所属していた。

## 出演作品

### テレビドラマ

#### NHK
- 天下御免（1971年）

#### NTV
- 夫婦百景
  - 第30話「親馬鹿夫婦」（1958年）
  - 第176話「かくれ夫婦」（1961年）
  - 第191話「お年玉異変」（1962年）
- ダイヤル110番 第128話「殺意の部屋」（1960年）
- 愛の劇場
  - 吹雪のいたづら（1960年）
  - 愛の涯 新人作家シリーズ（1960年）
  - 冬の花（1962年） - 透
- 東レ サンデーステージ / わが恋せし淀君（1961年） - 秀頼
- 献身（1962年）
- 悔いなき煩悩（1962年） - 伊賀信
- ローンウルフ 一匹狼 第9話「美しき失踪者」（1967年）
- 火曜日の女シリーズ / 恋の罠（1970年）
- 右門捕物帖 第20話「朱彫りの花嫁」（1970年）
- 伝七捕物帳 第29話「老母思いの泥棒兄弟」（1974年） - 村松三左衛門
- 太陽にほえろ!
  - 第142話「真実はどこに?」（1975年） - 殿山浩司
  - 第329話「タイムリミット」（1978年） - 本庁刑事
  - 第458話「おやじの海」（1981年） - 浅倉久夫
- 長崎犯科帳 第24話「悪い奴らをあぶりだせ」（1975年）
- 女の橋（1976年） - 篠原譲一
- 星雲仮面マシンマン 第5話「三億円の切手泥棒」（1984年） - 西村 / カッチュウ男IIの声
- 昨日、悲別で 第1話（1984年）
- 木曜ゴールデンドラマ
  - 家族の奇蹟（1986年）
  - 愛が見えるとき（1987年）
- あぶない刑事 第27話「魔性」（1987年）
- 火曜サスペンス劇場
  - 監察医・室生亜季子 第4作「哀しき母子鑑定」（1988年） - 渡辺
  - 地方記者・立花陽介 第1作「伊豆下田通信局」（1993年） - 岸

#### KR→TBS
- おかあさん 第2シリーズ
  - 第17話「こけし」（1960年）
  - 第127話「銀嶺の詩」（1962年）
- 泣きぬれる夕陽に（1964年 - 1965年）
- 人生相談ドラマ / あなたならどうする 第6作「女なれば」（1967年）
- 風 第34話「白州の鬼」（1968年）
- キイハンター 第52話「追って追われて危機一髪」（1969年）
- 天皇の世紀 第一部 第13話「壊滅」（1971年） - 武田彦衛門
- 仮面ライダー (スカイライダー) 第5話「翔べ 少女の夢をのせて」（1979年） - 田代博士
- 月曜ドラマスペシャル / 西村京太郎サスペンス 十津川警部シリーズ
  - 第4作「函館駅殺人事件」（1994年）
  - 第20作「寝台特急カシオペアを追え」（2000年） - 島村

#### フジテレビ
- プロペラ船物語「堰」（1959年）
- 三人の刑事（1960年）
- 東芝土曜劇場 / 賭の季節（1961年） - 刑事
- シャープ火曜劇場 / 母のゆりかご（1962年） - 木田信二 ※主演
- 甲州遊侠伝 俺はども安 第13話（1965年）
- ライオン奥様劇場 / 彼岸花（1967年）
- 東京コンバット 第21話「血の告発」（1968年）
- ああ君が愛（1969年）
- 慟哭の花（1971年）
- おらんだ左近事件帖 第2話「尾張から来た男」（1971年） - 村上
- 真昼の月（1972年）
- さすらいの狼 第18話「酔いどれ侍」（1972年）
- 科学捜査官 第15話「黒い通り魔」（1974年）
- 大捜査線（1980年）
  - 大捜査線 第17話「愛の哀しみ－婦人警察官－」
  - 大捜査線シリーズ 追跡 第42話「君は人のために死ねるか」
- 同心暁蘭之介（1982年）
  - 第22話「恐怖の町」
  - 第37話「お姫様がいっぱい」
- 金曜女のドラマスペシャル / 京都紫野殺人事件（1986年）
- 森村誠一サスペンス / シンデレラスター殺人事件（1987年）
- 世にも奇妙な物語 「不眠症」（1991年）

#### テレビ朝日
- 特別機動捜査隊
  - 第399話「緋牡丹の女」（1969年） - 真船
  - 第486話「明日は来たらず」（1971年） - 吉行
  - 第496話「闇の中」（1971年） - 市川
  - 第505話「あるアイディア」（1971年） - 海江田
  - 第517話「華麗なる沈黙の街」（1971年） - 村越
  - 第530話「懐しのメロディー 殺し屋」（1971年） - 藤代
  - 第582話「消えゆく灯」（1972年） - 滝村
  - 第645話「ある女子大生・異常の愛」（1974年） - 圭介
  - 第677話「十円玉の謎」（1974年） - 中野
  - 第740話「汚れた18歳」（1976年） - 平島
  - 第746話「愛憎の炎」（1976年） - 木原
- 霧のロマン 小樽の女（1969年）
- 五番目の刑事 第15話「傷だらけのタイトロープ」（1970年） - 杉本
- 鬼平犯科帳 第1シリーズ 第49話「神田明神裏」（1970年） - 堀小平次
- 人形佐七捕物帳 第21話「怪盗むささび小僧	」（1971年） - 伝八
- ターゲットメン 第6話「東京タワー大爆発」（1971年）
- 仮面ライダー 第43話「怪鳥人プラノドンの襲撃」（1972年） - 並川博士[3]
- 新・荒野の素浪人 第1話「風塵の剣」（1974年）
- 非情のライセンス
  - 第2シリーズ 第18話「兇悪の父子」（1975年） - 芝木久夫
  - 第3シリーズ 第8話「兇悪の天使・舞い降りた殺人」（1980年）
- 破れ傘刀舟悪人狩り
  - 第26話「生きていた女」（1975年） - 中沢綱四郎
  - 第76話「帰らざる烙印」（1976年） - 伊之吉
  - 第105話「闇の中に鈴が鳴る」（1976年） - 伊吹哲之介
- ベルサイユのトラック姐ちゃん 第13話「女は捨て身で勝負する」（1976年）
- 特捜最前線
  - 第3話「禁じられた愛の詩」（1977年）
  - 第47話「射殺魔・20歳のメモリー!」（1978年）
  - 第488話「強盗犯逃亡・あぶない道連れ!」（1986年）
- ザ・ハングマンシリーズ
  - ザ・ハングマン 第26話「コンピューター 死刑執行人登場」（1981年） - 「セーターの浅川」主人
  - ザ・ハングマンII 第27話「癌殺人の恐怖!! 人体実験の女を救え」（1982年）
  - 新ハングマン 第1話「令嬢を情婦に堕した悪徳署長」（1983年） - 水原社長
  - ザ・ハングマン4 第18話「さらわれた令嬢が乱暴される」（1985年） - 上田正（東陽興産顧問会計士）
  - ザ・ハングマンV 第5話「慰謝料四千万が離婚屋に狙われる!」（1986年） - 堀産婦人科院長
- 宇宙刑事ギャバン 第34話「思い出は星の涙 父のない子 母のない子」（1982年） - 岩井ヒロシ（宝石店支配人）
- 女ふたり捜査官（1987年）
  - 第17話「予言しすぎた星占いの女」
  - 第19話「家政夫が来た!」
- 土曜ワイド劇場
  - 珊瑚色ラプソディ殺人事件（1988年）
  - 事件 第9作「赤ちゃんを誘拐して殺した女!」（2001年）
- さすらい刑事旅情編IV 第14話「ローカル線で待つ女・不倫の決算書」（1992年）

#### 東京12チャンネル（テレビ東京）
- プレイガール
  - 第132話「欲望という名の欠陥車」（1971年） - 野島
  - 第163話「覗きのライセンス」（1972年） - 高取
- 大江戸捜査網
  - 第2シリーズ 第37話「庖丁殺人事件」（1972年） - 柳田典膳
  - 第3シリーズ
    - 第122話「捨て子騒動始末記」（1974年） - 進藤主水
    - 第231話「隠密変化! 謎の女」（1978年）
    - 第255話「哀しき盗っ人の恩返し」（1978年）

  - 平成版 第2シリーズ 第24話「隠密同心最後の闘い!」（1992年） - 池田丹後守
- 旅人異三郎 第18話「かりそめの息子が瞼に生きていた」（1973年） - 藤太郎
- 快傑ズバット 第3話「悲しき純金の天使」（1977年） - 山根清彦
- 斬り捨て御免!
  - 第1シリーズ 第17話「女たちの仇討ち無情」（1980年）
  - 第3シリーズ 第14話「生き地獄女悪鬼の棲む館」（1982年）
- 眠狂四郎無頼控 第9話「首斬り無用にて候う」（1983年）

### 映画
- 流れの譜 第一部動乱 第二部夜明け（1974年、松竹） - 刑事
- 竹久夢二物語 恋する（1975年、松竹） - 有本芳水
- 小説吉田学校（1983年、東宝） - 国会議員
- 人魚伝説（1984年、ATG） - 作業服の男

### オリジナルビデオ
- 呪怨2（2000年） - 鈴木泰二